# 홍보행사여단
홍보행사여단(Marketing and Engagement Brigade (MEB))은 는 켄터키주 포트 녹스에 있는 육군모집사령부(USARC)의 지원여단이다.

## 역사
부대는 사령부에 군수, 작전, 장병 모집용 물품 제작 등의 업무를 맡은 육군모집사령부 지원단 (임시)으로서 1997년 10월 1일에 창설되어, 이듬해에 임시 상태를 뗏다.
다시 이듬해인 1999년 7월 1일에 육군가입지원여단으로 재편성되었고, 이후 2002년 10월 1일부터 2011년 4월 20일까지 버지니아주 포트 먼로에서 육군가입사령부로서 운영되었다. 다시 육군모집지원여단으로 되돌려져 육군 인력 및 예비역 차관보(Assistant Secretary of the Army for Manpower and Reserve Affairs) 직할 버지니아주 크리스탈시티의 육군홍보연구단 예하부대로 배정되었다. 특수작전모집중대는 미국 육군특수작전사령부(ARSOC)로 전속하였다.
2017년 1월 1일, 육군부 장관에 의해 육군가입지원여단은 홍보행사여단(USAMEB)으로 개명되었다.
2018년 12월 18일, USAMEB가 육군모집사령부(USARC)의 여덟번째 여단으로서 가입하였다.

## 부대
- 본부 및 본부중대 - 조지아주 포트 무어
- 임무지원대대 - 켄터키주 포트 녹스
  - 이동전시중대 Mobile Exhibit Company
  - 국가전시부(National Convention Division)
  - 육군 워리어 피트니스팀 (WFT)
  - 육군 이스포츠팀
  - 육군 아웃도어팀 (ODT)
  - 뮤지컬 아웃리치팀 (Outreach Team)
- 육군 지정사수부대 (AMU) - 조지아주 포트 무어
- 미국 육군 낙하산팀(영어판) "Golden Knights→황금기사" - 노스캐롤라이나주 포트 리버티
- USAMEB 브랜딩지원팀 (Branding Support)
- 홍보배급센터 (MDC)

## 기록

### 소속
1. 훈련교리사령부; 2002년 10월 1일
2. 육군모집사령부; 2018년 12월 18일

### 계보
- 1997년 10월 1일, USARC Area Support Group (Provisional)→육군모집사령부 지원단 (임시)
- 1999년 7월 1일, Army Recruiting Support Brigade→육군모집지원여단
- 2002년, 10월 1일, Army Accessions Support Brigade→육군가입지원여단
- 2017년 1월 1일, Marketing and Engagement Brigade (MEB)→홍보행사여단

## 참고
1. ↑  “Army to inactivate Accessions Command” (보도 자료) (영어). U.S. Army Public Affairs. 2011년 4월 20일. 2023년 7월 22일에 확인함.
2. ↑  Jerry Merideth (2018년 12월 19일). “Marketing and Engagement Brigade joins USAREC” (보도 자료) (영어). U.S. Army Public Affairs. USAMEB Public Affairs. 2023년 7월 22일에 확인함.